# Karl Richard Lepsius

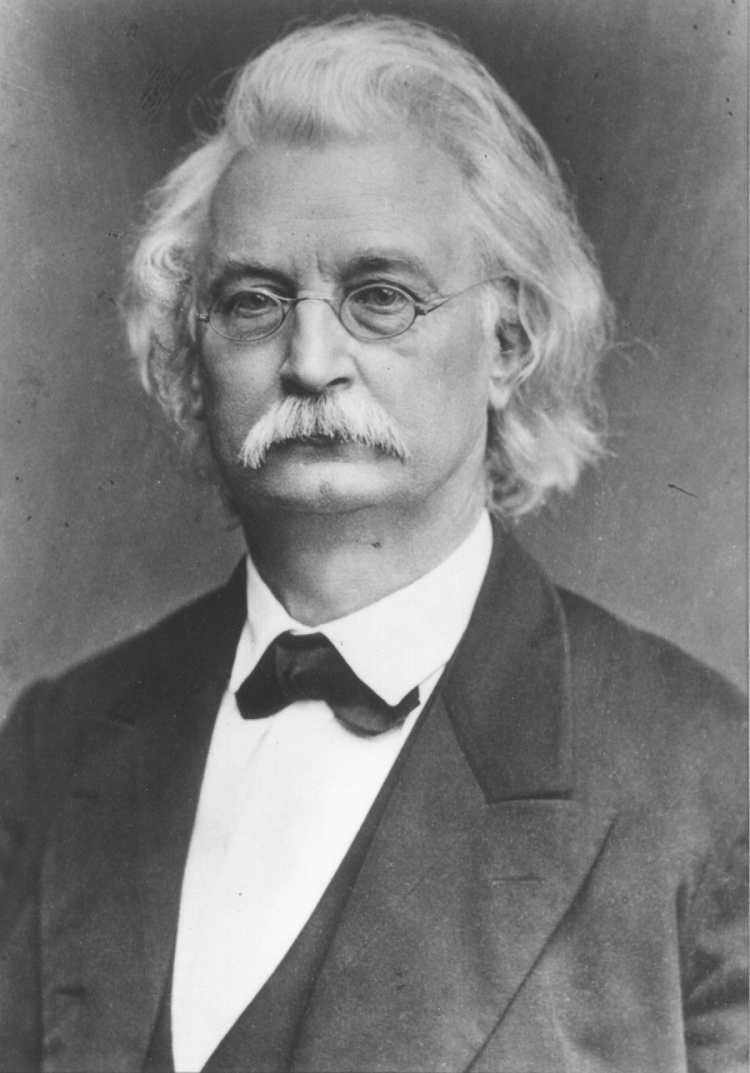
Karl Richard Lepsius

Karl Richard Lepsius (Naumburg (Saale), 23 december 1810 - Berlijn, 10 juli 1884) was een Duits egyptoloog en filoloog.

## Levensloop
Lepsius studeerde in Berlijn, Rome en Parijs. In de laatste stad kreeg hij onderwijs van Jean Letronne en kwam hij in contact met het werk van Champollion. Hij werd een sterke verdediger van het systeem van Champollion. In een reeks brieven aan Rosellini had hij de verschillende ontcijferingsmethoden van de hiërogliefen met elkaar vergeleken en was tot de conclusie gekomen dat deze de enige juiste lezing was. Hij vond dat zijn theorie nog niet volledig was en voegde eraan toe dat de klinkers niet werden neergeschreven in het Oudegyptisch. Ook benadrukte hij dat bepaalde tekens meer dan één letter konden uitdrukken.
Naast zijn studies over de Egyptische taal nam hij ook deel aan de Pruisische expeditie naar Egypte in 1842-1845. Hij werd benoemd als hoofd van de expeditie en onder hem werden talrijke piramides en graven ontdekt. Al deze bevinden werden neergepend in zijn opus Denkmäler aus Aegypten und Aethiopien. Vanaf 1864 was hij hoogleraar egyptologie aan de universiteit van Berlijn en in 1866 ontdekte hij het Decreet van Canopus. Deze inscriptie was opgesteld in het Egyptisch, Demotisch en Grieks en bevestigde de bevinden van Champollion. Lepsius stierf in 1884 te Berlijn en wordt als een van de eerste grote egyptologen beschouwd.

## Werken
- Das Todtenbuch der Ägypten nach dem hieroglyphischen Papyrus in Turin mit einem Vorworte zum ersten Male Herausgegeben (1842)
- Denkmaeler aus Aegypten und Aethiopien, 12 v., (1849-1859)
- Briefe aus Aegypten (1852)
- Das allgemeine linguistische Alphabet: Grundsätze der Übertragung fremder Schriftsysteme und bisher noch ungeschriebener Sprachen in europäische Buchstaben (1855)
- Das bilingue Dekret von Kanopus (1867)
- Nubische Grammatik (1880)